# نعوم شبيب

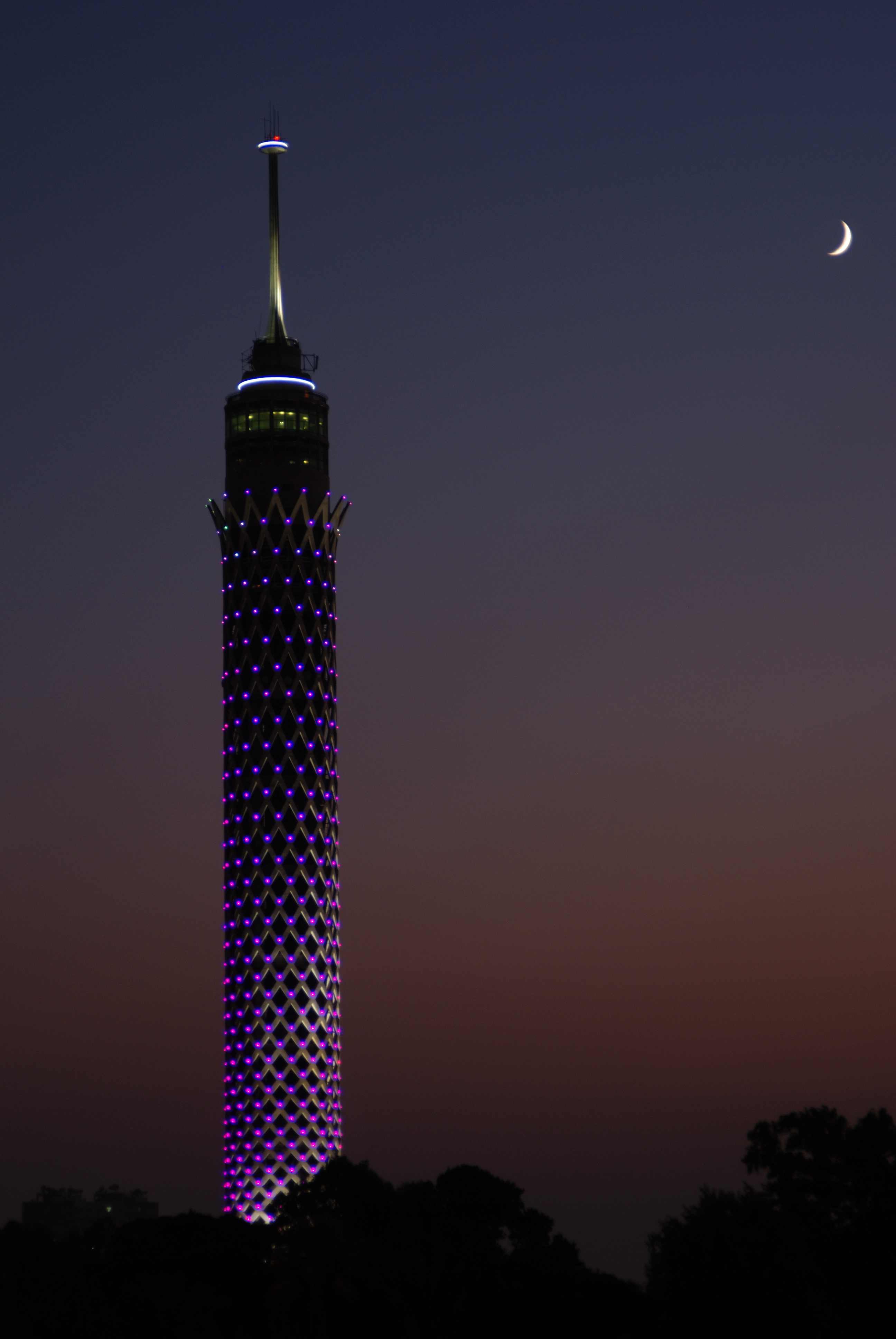
برج القاهرة

نعوم شبيب معمارى ومصمم مصري ، يعد من أبرز رواد العمارة الحديثة وله العديد من الأعمال البارزة مثل برج القاهرة ومبنى جريدة الأهرام بالإضافة إلى أعمال معمارية أخرى.
في عام 1940 قام بتأسيس شركة نعوم شبيب للعمارة والإنشاء والمقاولات. ثم هاجر إلى كندا في 1971 وبقي فيها حتى وفاته.

## حياته
ولد في القاهرة عام 1915 لأسرة رومية كاثوليكية، حصل على بكالوريوس في الهندسة المعمارية (مع مرتبة الشرف) سنة 193 ثم الماجستير في هندسة الميكانيك والتربة سنة 1954 ثم ماجستير في الهندسة الإنشائية سنة 1956
وفي عام 1940 قام بتأسيس شركته الخاصة، ثم هاجر إلى كندا عام 1971 وكان عضو في قصر سام كيبيك للمهندسين كندا.

## أبرز أعماله
- برج القاهرة سنة 1961
- مبنى جريدة الأهرام سنة 1968
- برج بولمنت
- سينما ومسرح علي بابا
- مدرسة القللى الخيرية
- مبنى كايرو موتور لتجارة السيارات
- كنيسه سانت كاترين
- كنيسه سانت تريز

## أقواس شبيب أو (Voûtes Chebib)
أن تغطية الاسقف الخرسانية الرقيقة كانت تمثل تحدى تقنى كبير في هذا الوقت، وكان عليها أن تغطى في بعض الأحيان مساحات تصل لـ 800 م مربع، فكانت الطريقة التي يتم تنفيذ بها مثل هذه التغطيات فريدة من نوعها، فاخترع نعوم شبيب طريقة تنفيذ فريدة لها عن طريق تشكيل الشكل المطلوب لقالب صب الخرسانة من تربة الأرض، ثم يقوم بوضع أسياخ الحديد وتشكيلها طبقاً للتصميم الإنشائى في قلب القالب، من ثما يتم صب الخرسانة فوقها، وبعد تماسك الخرسانة يتم رفعها بالروافع لتوضع في مكانها على ارتفاعات وصلت إلى 12 متر، وقد قام بتسجيل براءة اختراع لهذه التقنية في التفيذ تحت اسم «اقواس شبيب» أو (Voûtes Chebib).
وللتربة الغير قادرة على تحمل الأحمال المركزة فأن نعوم شبيب أبتكر لها طريقة هي الأخرى، وذلك بتصميم قواعد إنشائية فريدة تعتمد على توزيع الأحمال على أكبر قدر ممكن من مسطح الأرض عن طريقة زيادة عدد نقاط الأتصال، فهذا النوع من القواعد الطائرة كانت تبنى على قطع مكافئ (hyperbolic paraboloid) من الخرسانة المسلحة الرقيقة بأرتفاع متر تقريباً، والتي كانت تنفذ بنفس طريقة «أقواس شبيب» من قوالب على الأرض، فكان استخدام هذه «القواعد الطائرة» توفر نقاط اتصال واسعة بين القواعد والأرض تستمد قوتها من هذا القطع المكافئ.

## أعماله الخيرية
لقد كان نعوم شبيب على الجانب الشخصى أيضاً محسناً وكرس الكثير من وقته للمجتمعه ويستجيب لاحتياجاته، فلقد تبرع بخدماته لمختلف المشاريع، منها بناء مدرسة القللى الخيرية في أحد أحياء القاهرة الفقيرة، وصمم ثلاث كنائس: كنيسة سانت تريز وكنيسة سانت كاترين وكنيسة السيدة العذراء مريم.

## وفاته
توفي عام 1985 بكيبك بكندا عن عمر يناهز 70 عاماً.